# Las bodas

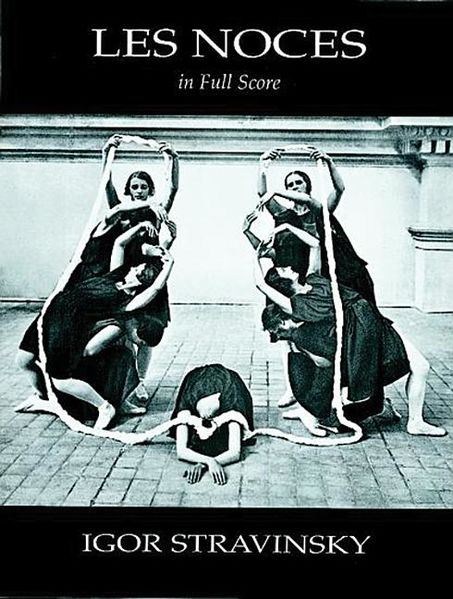
Portada de la 1ª edición de la partitura de Las bodas (1922, reimpresión).

Las bodas (en francés, Les noces; en ruso, Свадебка, Svádebka) es una cantata bailada o ballet con solistas con música de Ígor Stravinski.

## Historia

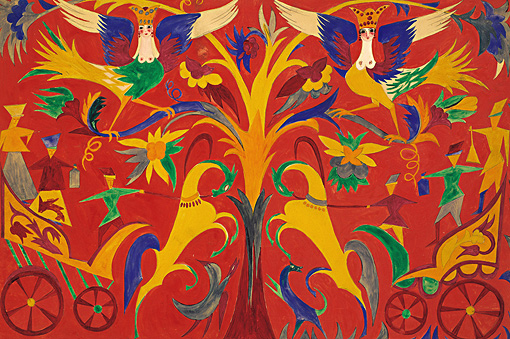
Boceto del telón para Las bodas por Natalia Goncharova, versión no realizada.

El ballet se estrenó el 13 de junio de 1923 en el Théâtre de la Gaîté en París, por los Ballets Rusos con coreografía de Bronislava Nijinska. La orquesta fue dirigida por Ernest Ansermet. La escenografía corrió a cargo de Natalia Goncharova.

### Orquestación
Stravinski concibió por vez primera escribir el ballet en 1913 y lo terminó en una partitura abreviada para octubre de 1917. Durante el largo período de gestación, cambió drásticamente la orquestación. Al principio concebido para una orquesta sinfónica ampliada parecida a la de la La consagración de la primavera, pasó por diversas variaciones, incluyendo en determinado momento el uso de instrumentos operados con rollos, incluyendo la pianola, pero abandonó esa versión cuando estaba solo en parte terminada, debido a la tardanza de la empresa parisina de pianos Pleyel et Cie en la construcción de los címbalos húngaros, con dos teclados, conocidos posteriormente como luteales.
Stravinski finalmente estableció la siguiente dotación: soprano, mezzosoprano, tenor, y bajo solistas, coro mixto y dos grupos de Instrumentos de percusión, incluyendo cuatro pianos. Esta orquestación ejemplifica la creciente tendencia de Stravinski a grupos de sonido desnudo, claro y mecánicos en la década posterior a la Consagración, aunque él nunca volvería a producir un efecto sónico tan extremo solamente con percusión. 
El estreno de la versión de 1919 de Las bodas, con címbalos húngaros, armonio, y pianola, tuvo lugar en 1981 en París, dirigida por Pierre Boulez.
Un arreglo para orquesta sinfónica por Steven Stucky fue encargado por la Orquesta Filarmónica de Los Ángeles y se estrenó bajo la batuta de Esa-Pekka Salonen el 29 de mayo de 2008 en el Walt Disney Concert Hall. El arreglo conserva las partes de percusión de Stravinski y reemplaza los cuatro pianos con una gran orquesta.
La versión inacabada que incluye la pianola fue terminada con permiso de los herederos de Stravinski por el compositor holandés Theo Verbey e interpretada en los Países Bajos en 2009.

### Libreto
Stravinski escribió el libreto él mismo usando letras de boda rusas tomadas principalmente de Canciones recopiladas por P. V. Kireevski (1911). La obra se interpreta normalmente en ruso o en francés; a veces se usa traducción al inglés, y Stravinski usó una él mismo en las grabaciones de 1934 y 1959 que dirigió para Columbia records.

### Destacadas representaciones y grabaciones
- Una grabación de 1934 dirigida por Stravinski usa también el libreto en inglés. Ha sido relanzado en CD, junto con otras tempranas grabaciones de Stravinski, por la EMI como parte de su serie "Composers in Person".
- El propio Stravinski dirigió una grabación usando el libreto en inglés en 1959. Los cuatro pianistas fueron ellos mismos importantes compositores: Samuel Barber, Aaron Copland, Lukas Foss y Roger Sessions.
- Robert Craft grabó las primeras versiones de Las bodas a principios de los años 1970 en un LP para la Columbia, pero con pianos en lugar de pianolas.
- Leonard Bernstein dirigió a la Orquesta y Coro del Festival English Bach en una grabación para Deutsche Grammophon en 1977, con Martha Argerich, Krystian Zimerman, Cyprien Katsaris, y Homero Francesch como pianistas.
- El conjunto de Dmitri Pokrovski lanzó una grabación con gran parte de la escritura para piano secuenciada a través de MIDI y computadoras Macintosh.[5]
- La BBC recomendó la grabación (Building a Library, 6 de mayo de 2000): Coro de cámara de Vorónezh, Coro de cámara New London, Ensemble, James Wood (director) HYPERION CDA 66410 (grabado en 1990).
- Radio France grabó esta obra en un SACD, con Virginie Pesch (s); Katalin Varkonyi (m-s); Pierre Vaello (t); Vincent Menez (b); Percusionistas de la Orquesta Nacional de Francia y de la SMCQ de Montreal; Coro de Radio France; René Bosc, director; HARMONIA MUNDI - Musicora; ASIN: B00699QPNM; grabado en 2011.[6] Esta grabación usa la versión definitiva de 1923 de Stravinski, con la diferencia de que los cuatro pianos son reemplazados por dos cimbaloms, un armonio y una pianola, que es actualmente la elección instrumental de la versión 1918-19 de Las bodas.